# Flying (album)
Flying er andet studiealbum fra det danske poporkester Nice Little Penguins. Det udkom i 15. april 1994 hos Replay Records – året efter debutalbummet Beat Music. Som debutalbummet, var det produceret af guitaristen Michael Bruun.
Albummets titelmelodi Flying banede for alvor vejen for bandet og det folkelige gennembrud i både Europa og Asien. P3-værten, Jesper Bæhrenz, udråbte ved nytårstid 1994-95 nummeret til årets sommerhit 1994. 
På den efterfølgende tour kunne publikum for første gang opleve keyboardspiller og kommende bandmedlem Hans Henrik Præstbro på scenen. 
På albummet optræder ud over Michael Bruun og Hans Henrik Præstbro musikere som Boi Holm (guitar), Mads Hyhne (trombone), Niels Gerhardt (tuba), Lars Vissing (trompet) og Ania Sandig (piano).

## Spor
1. "Fat Black Cat"
2. "Flying"
3. "So Glad To Be Alive"
4. "Beatniks"
5. "Point Of No Return"
6. "Rebels Of Hate"
7. "You Are"
8. "No Reason"
9. "Princess"
10. "Fairhaired Cowboys"
11. "Hold On"
12. "This Is Not A Video"
13. "Losing You"